# Teatre romà de Mèrida
El Teatre romà de Mèrida és un teatre històric aixecat per l'antiga Roma a la colònia Augusta Emèrita, actual Mèrida (Badajoz). La seva creació va ser promoguda pel cònsol Marc Vipsani Agripa i, segons una data inscrita en el propi teatre, la seva inauguració es va produir cap als anys 16-15 aC. «Príncep entre els monuments de Mèrida» com el va anomenar José Menéndez-Pidal, arquitecte que va dirigir la seva reconstrucció des 1964, el teatre és Patrimoni de la Humanitat de la UNESCO des de l'any 1993 com a part del Conjunt arqueològic de Mèrida.
El teatre ha sofert diverses remodelacions, la més important cap a l'any 105, en època de l'emperador Trajà, quan es va aixecar el front escènic actual, i una altra en època de Constantí I, entre els anys 333 i 335. Va ser abandonat al segle iv dC després de l'oficialització en l'Imperi Romà de la religió cristiana, que considerava immorals les representacions teatrals. L'edifici va ser cobert de terra i durant segles la seva única part visible va ser la summa cavea, les grades superiors, que van ser batejades pels oriünds «Les set cadires». Les excavacions arqueològiques a l'edifici van començar a principis del segle xx i des de 1933 el teatre acull la celebració del Festival Internacional de Teatre Clàssic de Mèrida. El 2007 el teatre va ser nomenat un dels 12 Tresors d'Espanya.

## Construcció

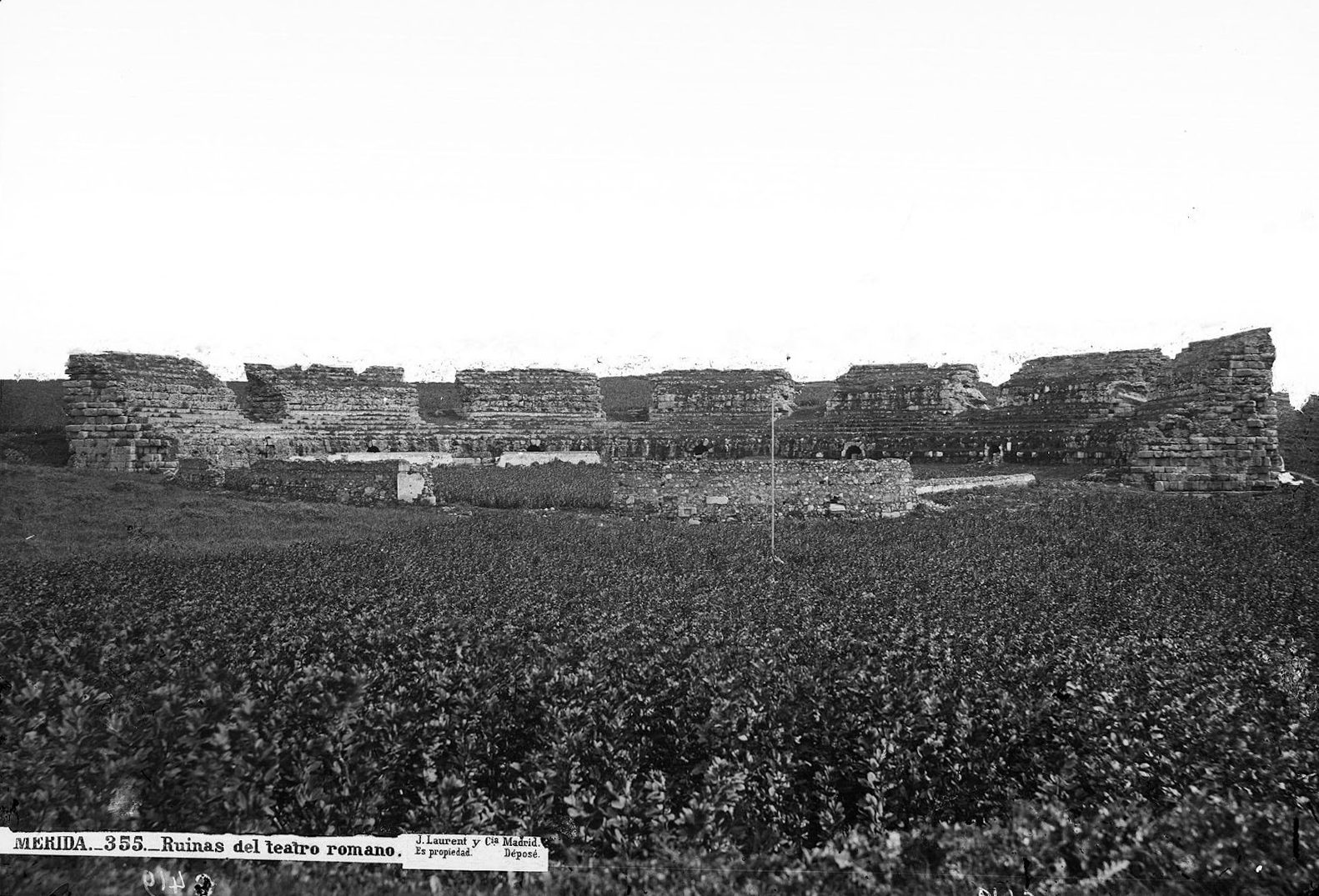
Imatge del teatre romà de Mèrida abans de la seva excavació, presa per J. Laurent cap el 1867. Només són visibles les ruïnes de la summa cavea, anomenades popularment «Les set cadires».

La construcció de teatres a l'Antiga Roma responia més a interessos polítics que als gusts del poble romà, que preferia anar al circ a veure carreres de carros i a l'amfiteatre a veure combats entre gladiadors i animals. Des del teatre l'autoritat realitzava una eficient propaganda d'ella mateixa i de la manera de vida romana, tant mitjançant la majestuositat de l'edifici i la seva decoració, com els missatges que des del seu escenari es podien transmetre. El teatre de Mèrida, promogut pel cònsol Marc Vipsani Agripa, es va inaugurar entre els anys 16 i 15 aC, segons es dedueix de les inscripcions situades sobre les portes d'accés a la orchestra.
La utilització de l'edifici durant diversos segles va fer necessàries algunes reformes. Així, cap a l'any 105 es va aixecar l'actual front d'escena, que es va tornar a reformar entre els anys 333 i 335 juntament amb la via que envolta el edifici. A causa en gran manera per la implantació oficial del cristianisme al segle iv, religió que considerava immorals les representacions teatrals, l'edifici va deixar d'utilitzar-se i va ser abandonat. Amb el pas del temps algunes parts es van ensorrar i altres es van cegar amb terra. Durant segles únicament va ser visible la part superior de la graderia amb les voltes dels vomitoris enfonsats, de manera que els habitants de la ciutat van creure veure set grans seients, «Les set cadires», on segons la llegenda s'asseien altres tants reis moros per deliberar sobre el destí de la ciutat.

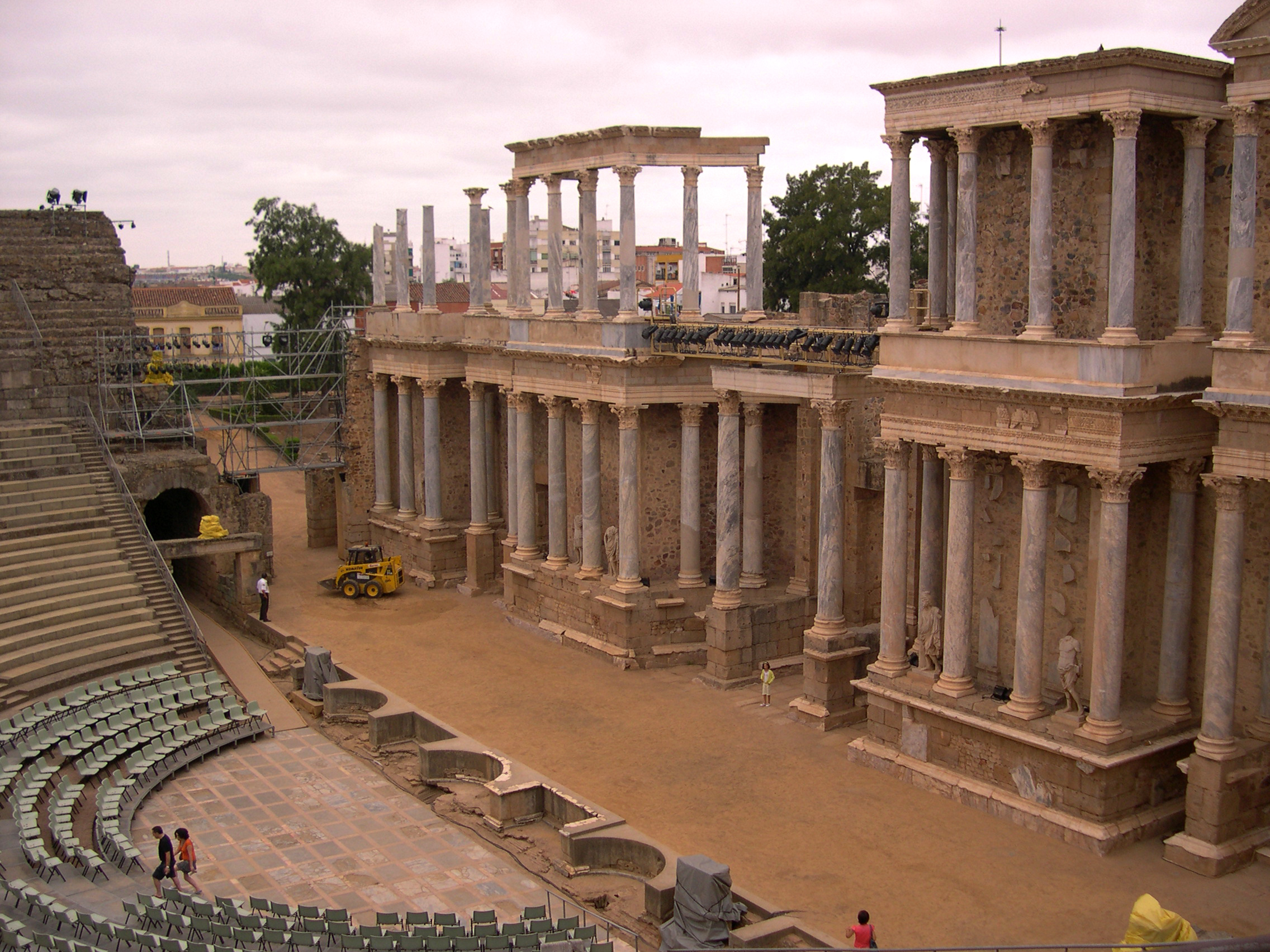
Vista de l'escenari

Les excavacions del teatre van començar el 1910 dirigides per l'arqueòleg José Ramón Mélida. Amb escassos mitjans i una metodologia no del tot adequada que ha impedit reconstruir l'evolució del teatre des del seu abandonament fins a finals del segle xix, es va exhumar la major part de l'edifici, es van documentar nombroses columnes, cornises, estàtues i altres materials de l'edifici, sobre tot del front escènic. No va ser fins als anys 60 i 70 del segle xx quan es va reconstruir el front escènic, sota la direcció de l'arquitecte i arqueòleg José Menéndez-Pidal y Álvarez. Des de l'any 1933 alberga el Festival Internacional de Teatre Clàssic de Mèrida, recuperant així la seva funció original i transcendint de ser un monument.

## Arquitectura
Fou aixecat seguint fidelment les regles dels tractats de Vitruvi, l'edifici respon a un model típicament romà, ja establert anteriorment en les construccions de Pompeia i Roma.

### Grades iorchestra

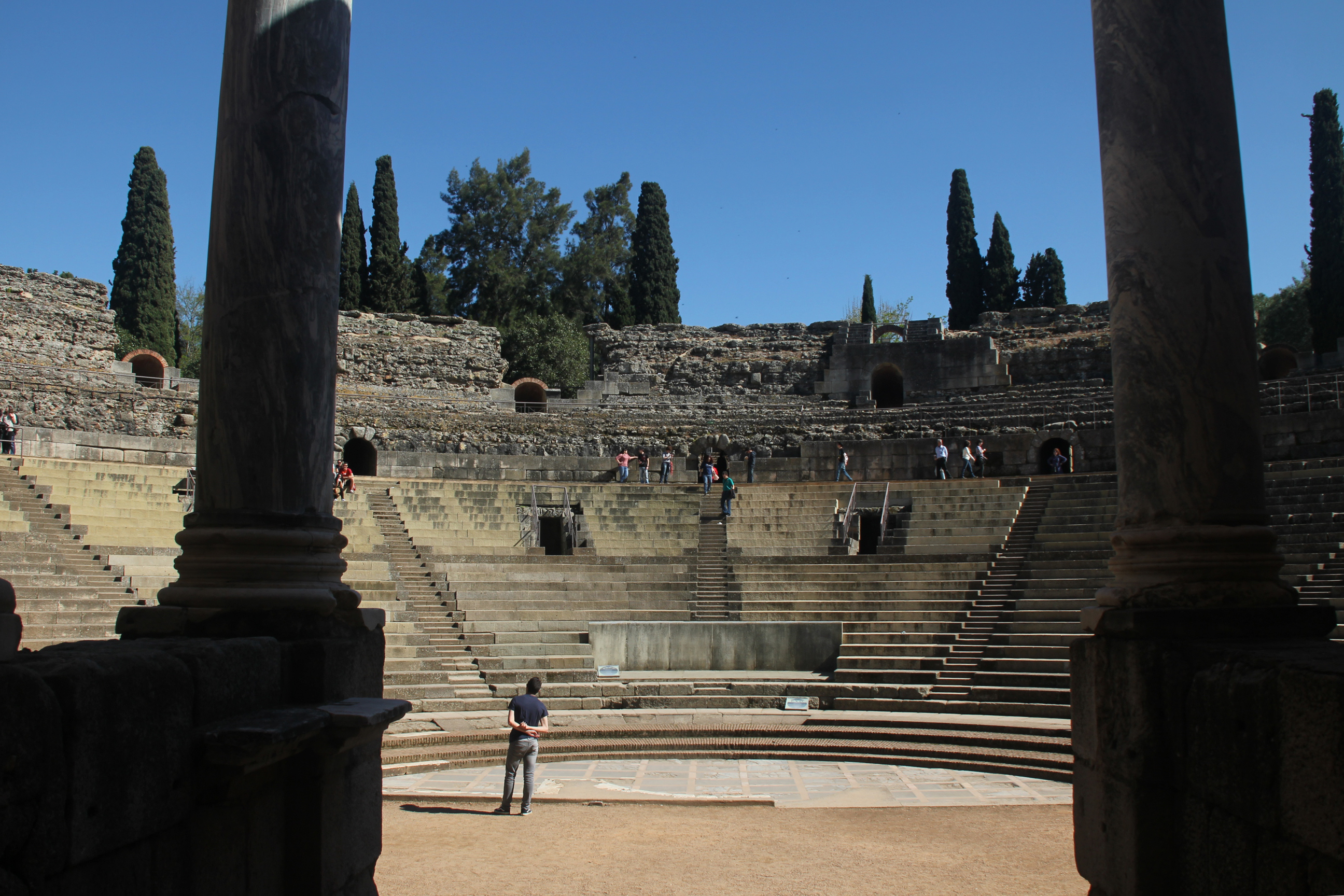
Les grades del teatre romà vistes des de la valva regia, la porta central del escenari

La graderia (càvea) semicircular del teatre aprofita el pendent del turó de Sant Albí. Amb capacitat en el seu moment per a 6000 espectadors, les grades es divideixen en tres zones: ima cavea, media cavea i summa cavea, aquesta última molt deteriorada en l'actualitat.
La part inferior, on se situaven les classes socials més acomodades, té vint-i-tres files de seients i se subdivideix en cinc sectors radials (cunei) delimitats per escales i, a nivell horitzontal, per un corredor (praecintio) que el separa de les graderies superiors. Sis portes a la part superior donen accés a un corredor semicircular cobert per una volta anular que facilita l'entrada i sortida per dues portes en els dos extrems. Les càvees mitjana i superior tenen cadascuna cinc files de seients i estan sustentades per un complex sistema d'arcs i voltes de canó. En total, a l'exterior tretze portes facilitaven l'accés i evacuació dels assistents al teatre.
La orchestra és un espai semicircular pavimentat de marbres blancs i blavosos destinat al cor. Està envoltada per tres grades d'honor per a les autoritats i separada de la graderia per un ampit de marbre, del qual es conserva un fragment. Al seu front hi ha un muret que alterna trams rectes i corbs, i la separa de l'escenari.

### Escenari

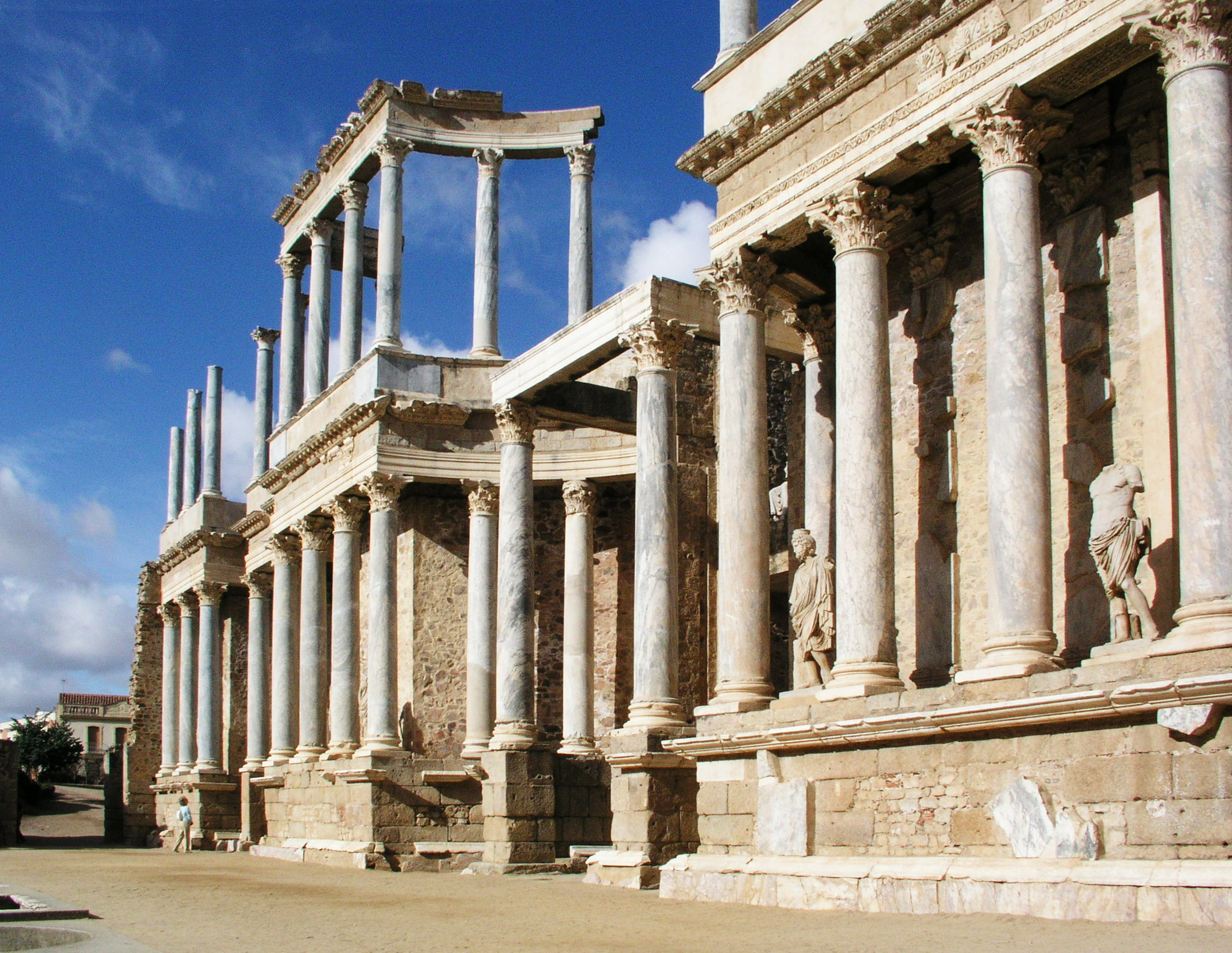
Front d'escena del teatre

El prosceni rectangular, l'escenari o pulpitum, estaria pavimentat de fusta en l'antiguitat, i compta amb diversos orificis a terra que originalment servirien per a col·locar els pals del teló i d'altres infraestructures escèniques. El front de l'escena (scaenae frons) és la part més espectacular i característica del teatre. Té 7,5 m d'amplada, 63 de longitud i 17,5 d'alçada total; està format per un basament de carreus recoberts de marbre vermellós, sobre el qual reposen dos cossos de columnes d'ordre corinti que combinen el marbre de vetes blavoses dels fusts amb el blanc de bases i capitells. Aquestes columnes sustenten un entaulament amb arquitrau, fris i cornisa decorats. Un gran mur revestit de marbre tanca la part del darrere de l'escena. La decoració d'aquesta part es completa amb la disposició d'escultures entre les columnes —els originals es custodien al proper Museu Nacional d'Art Romà— dels déus Ceres, Plutó, Prosèrpina i d'altres personatges amb togues i cuirasses que s'han interpretat com a retrats imperials. Tres portes permeten l'entrada dels actors a escena, una central —valva regia— i dos laterals —valva hospitalia. En els laterals i la part posterior hi ha diverses dependències que eren usades pels actors i pels tècnics de les representacions.

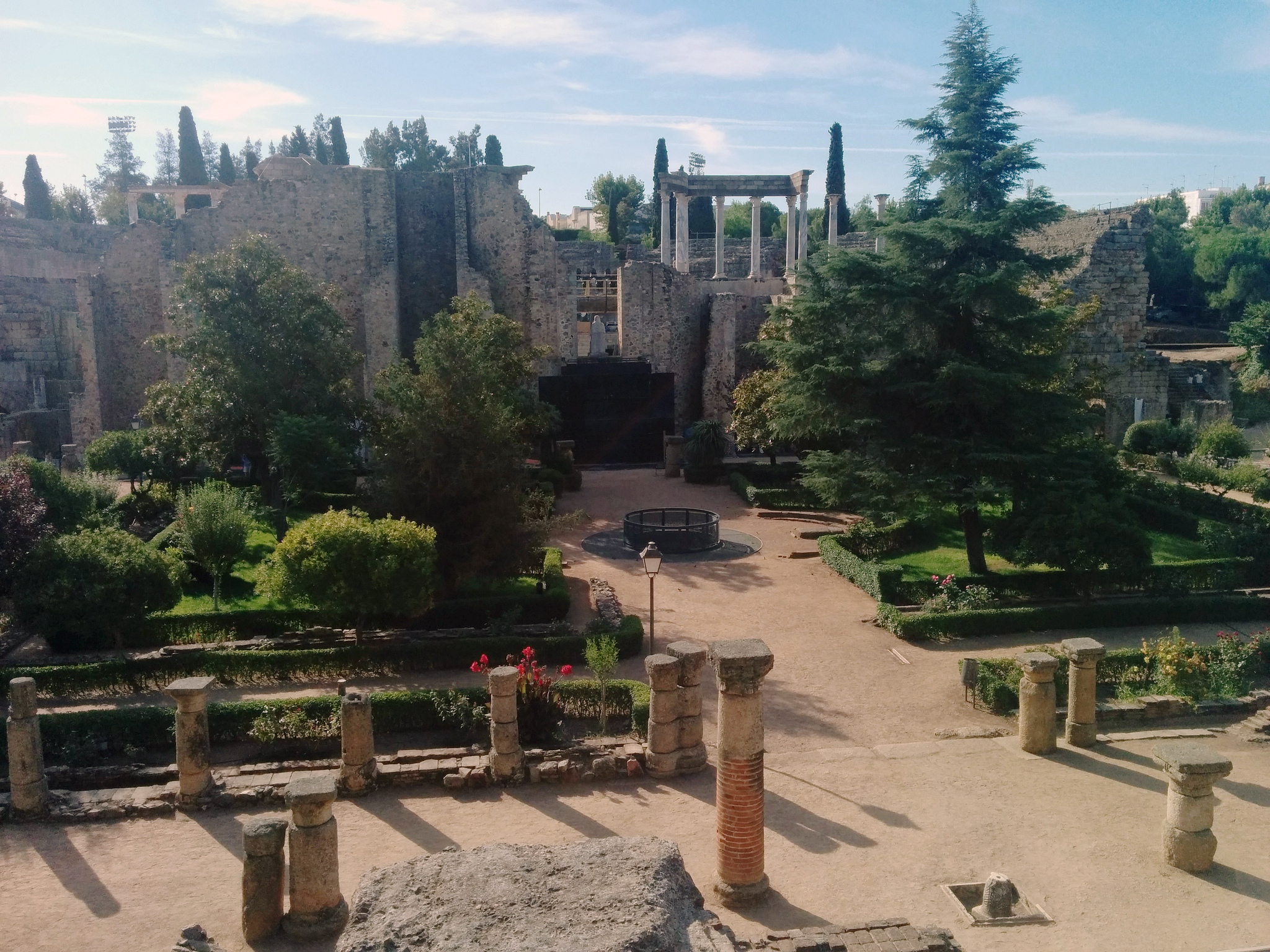
El peristil del teatre, zona enjardinada darrera de l'escena

### Peristil
Darrere l'escena es va construir una zona enjardinada de planta quadrangular envoltada de columnes i pòrtics, el peristil, que s'usava com a àrea d'esbarjo. Al fons d'aquest jardí, en eix amb la porta central de l'escena, hi ha una petita sala dedicada al culte imperial segons es dedueix de la troballa d'un retrat escultòric de l'emperador Cèsar August vestit com a Pontifex Maximus. A la cantonada nord del peristil, elevades sobre el nivell del jardí, hi ha les latrines, i a l'oest les restes d'una casa construïda després l'abandonament del teatre. Aquesta residència compta amb un pati envoltat de columnes i pilastres, i diverses habitacions, algunes rematades amb forma d'absis i la més gran de totes amb pintures murals que representen figures humanes a mida natural.

## Galeria

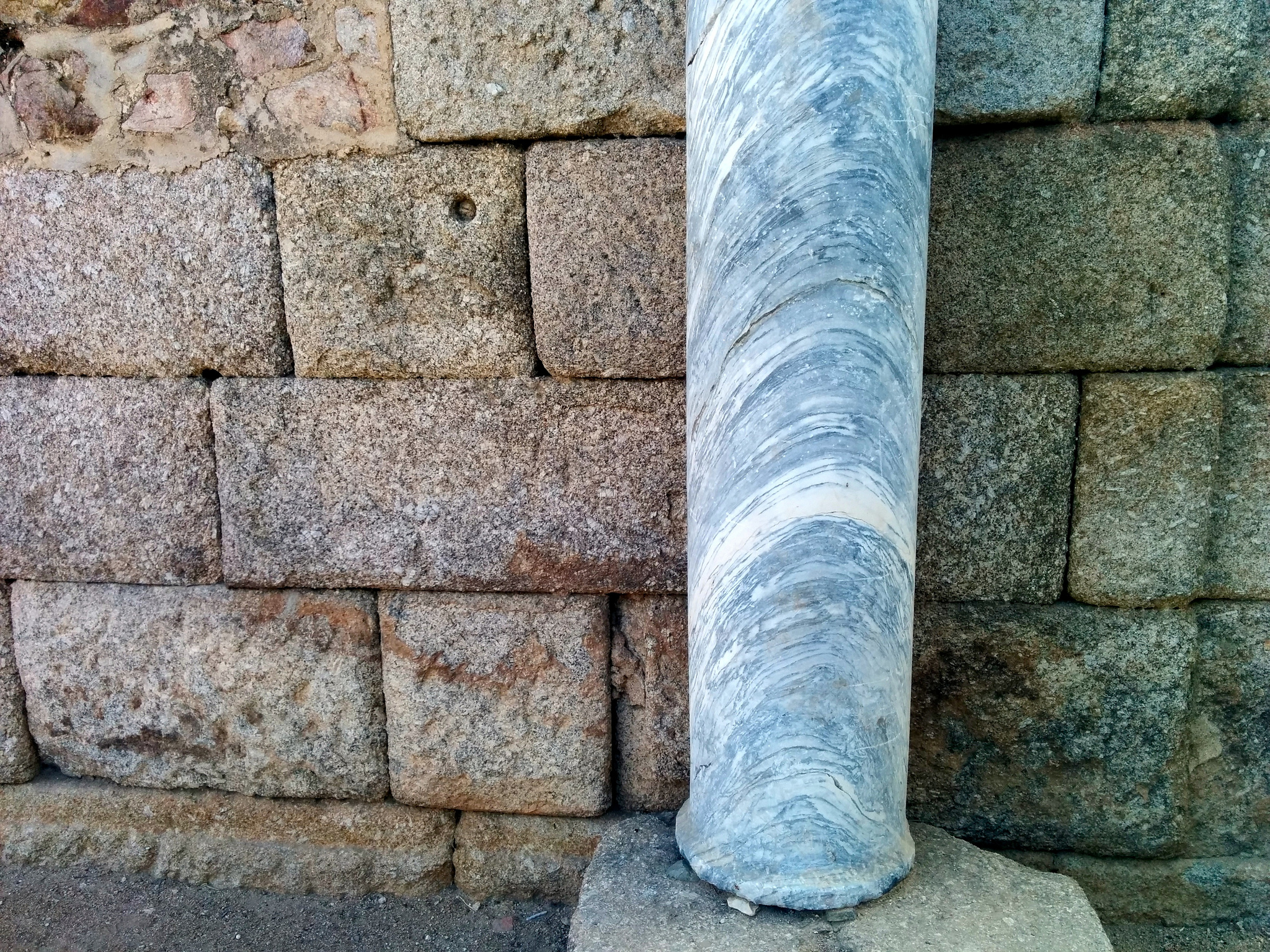
Detall d'una columna de marbre
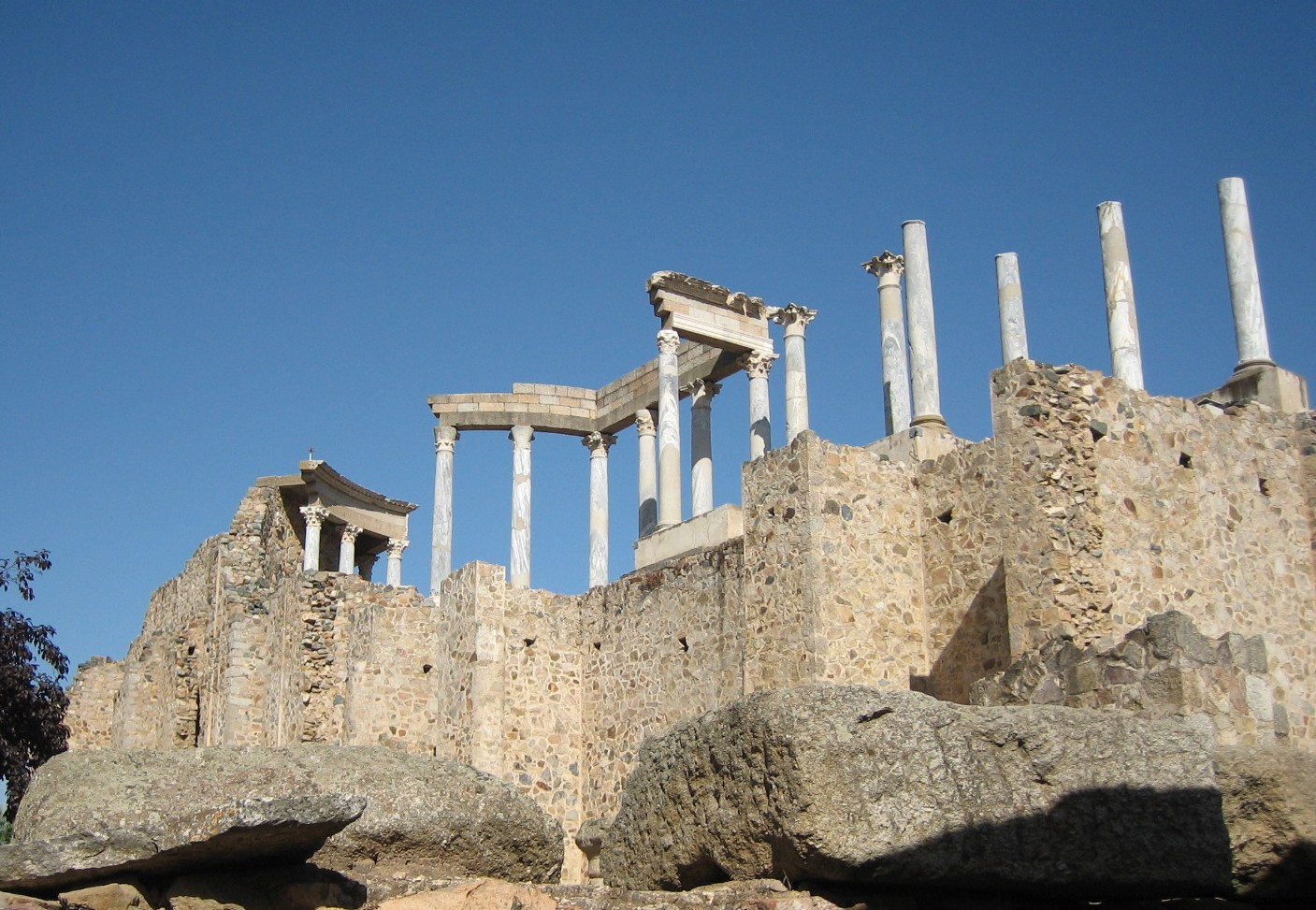
Columnes, vistes des de la part posterior del teatre
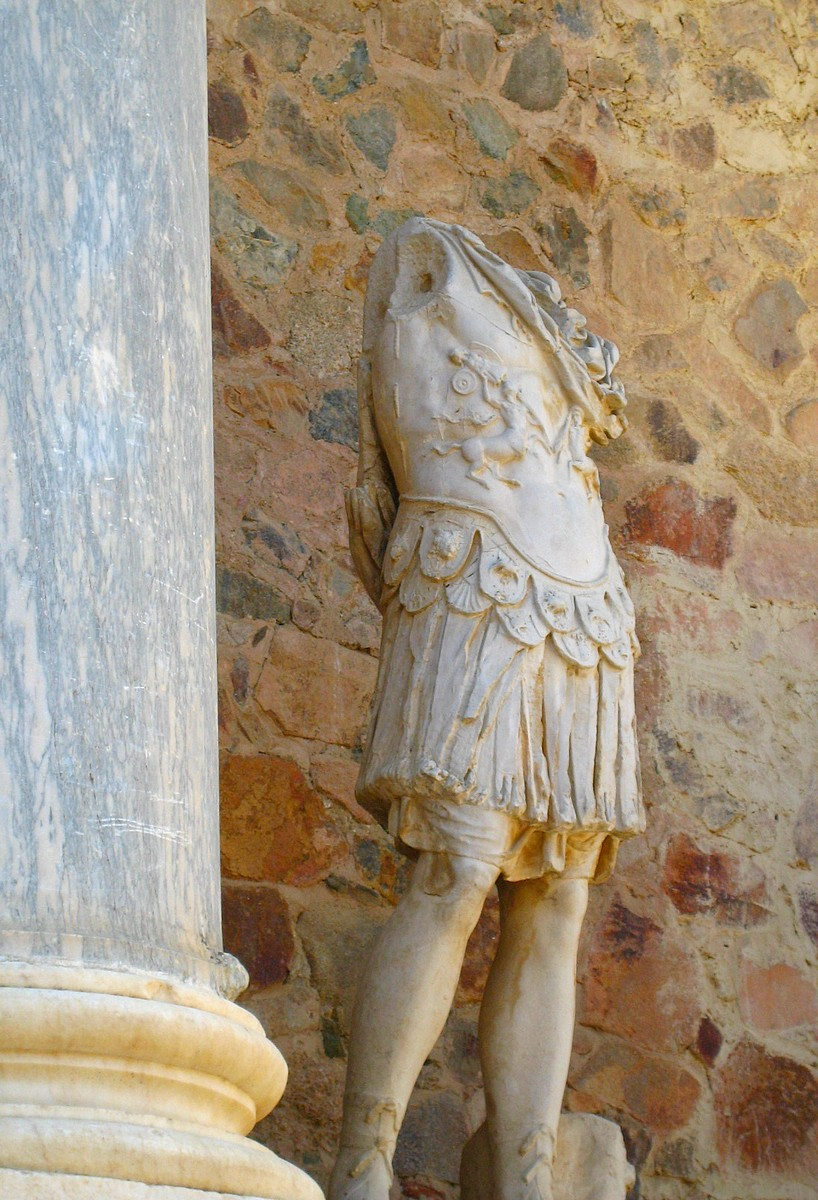
Detall d'una estàtua
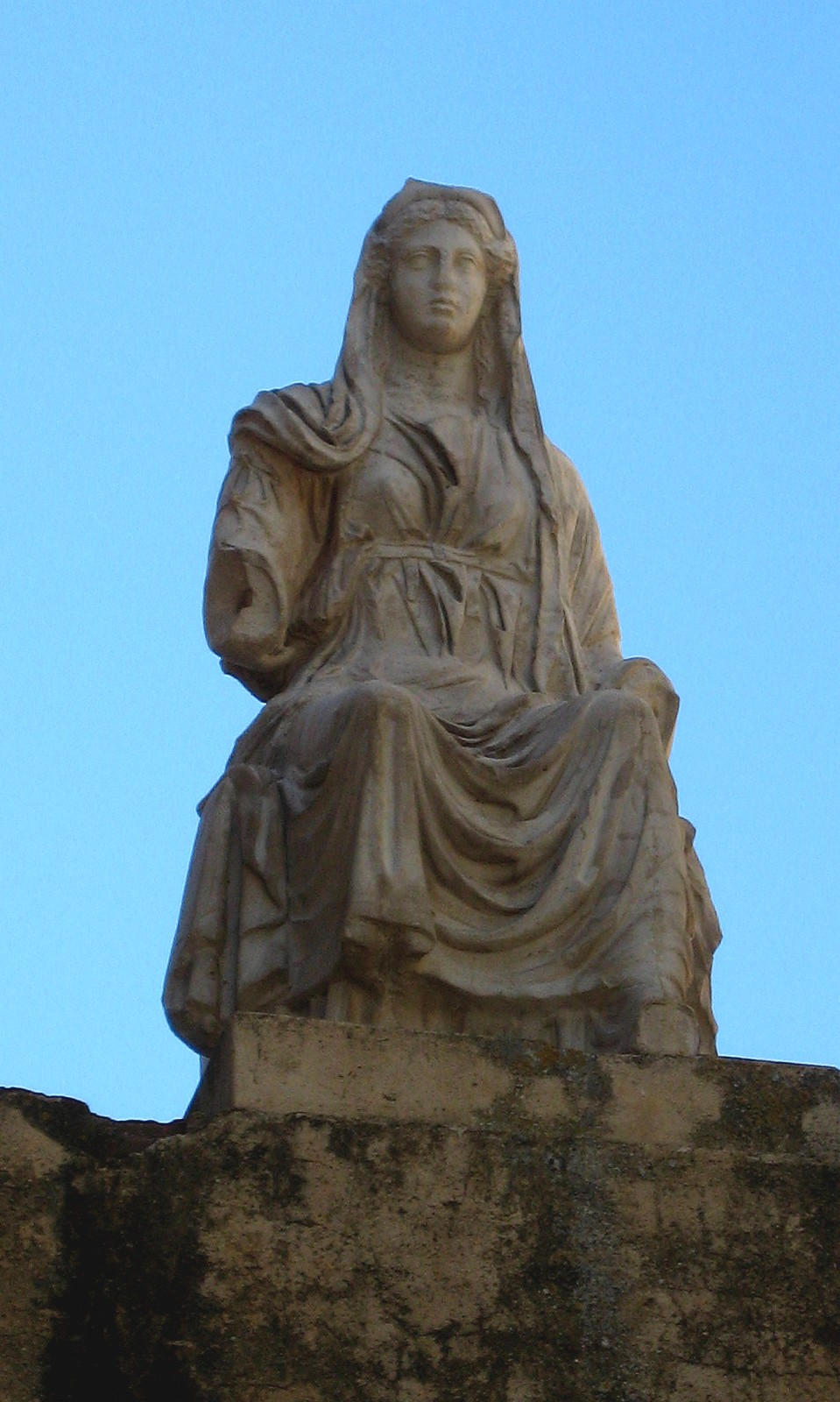
Una altra estàtua
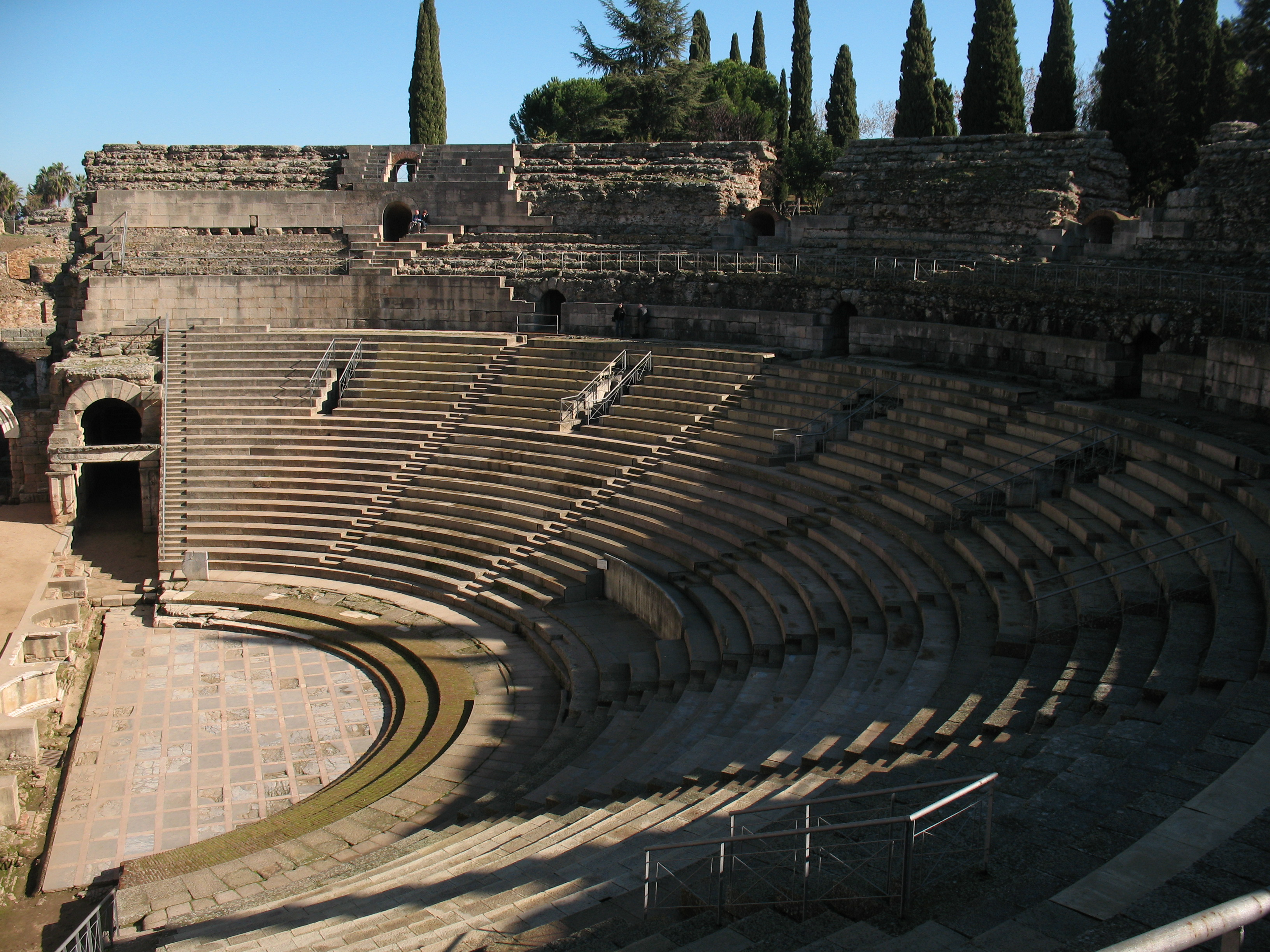
Les grades
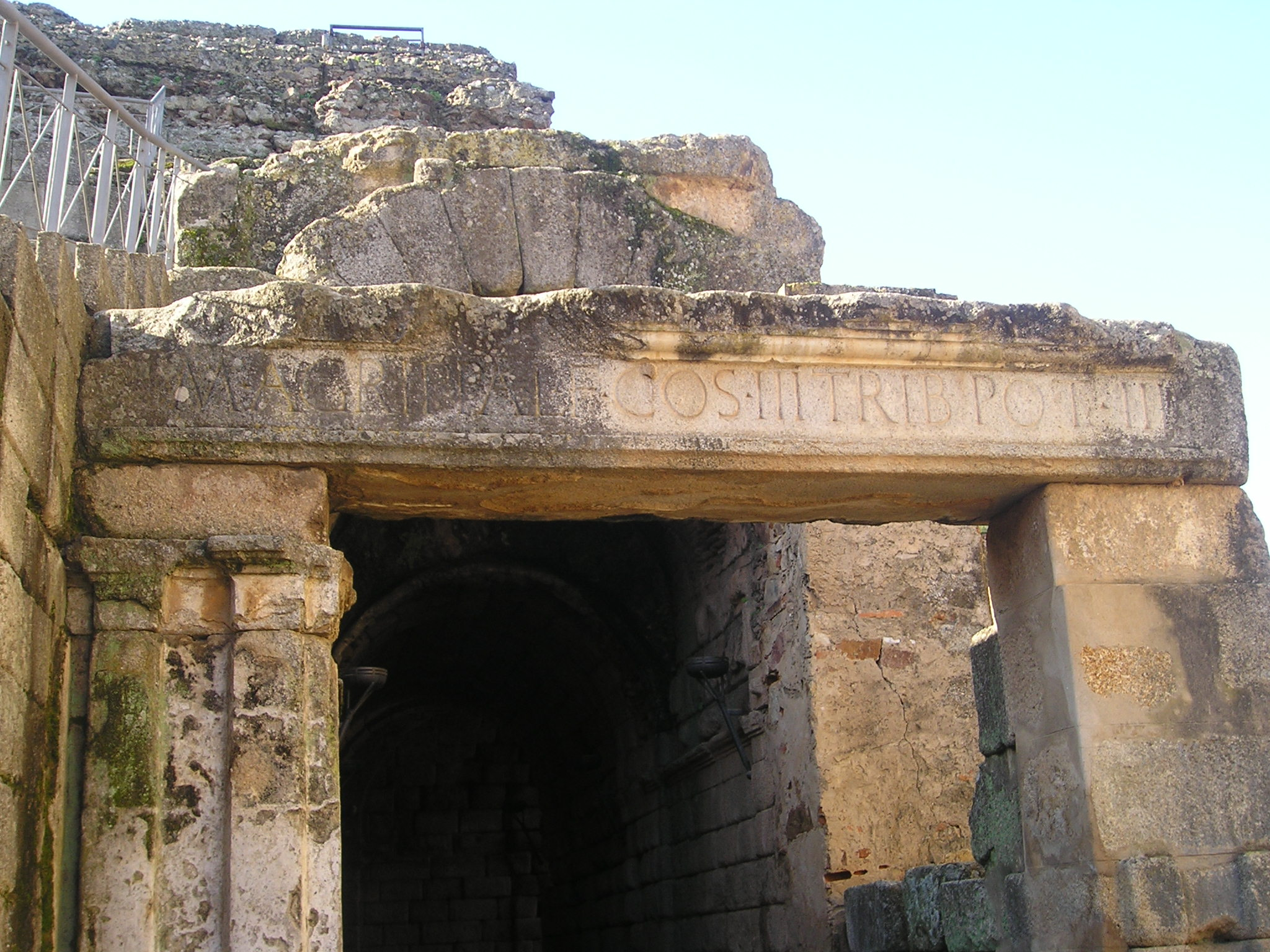
Inscripció commemorativa de M. Vipsani
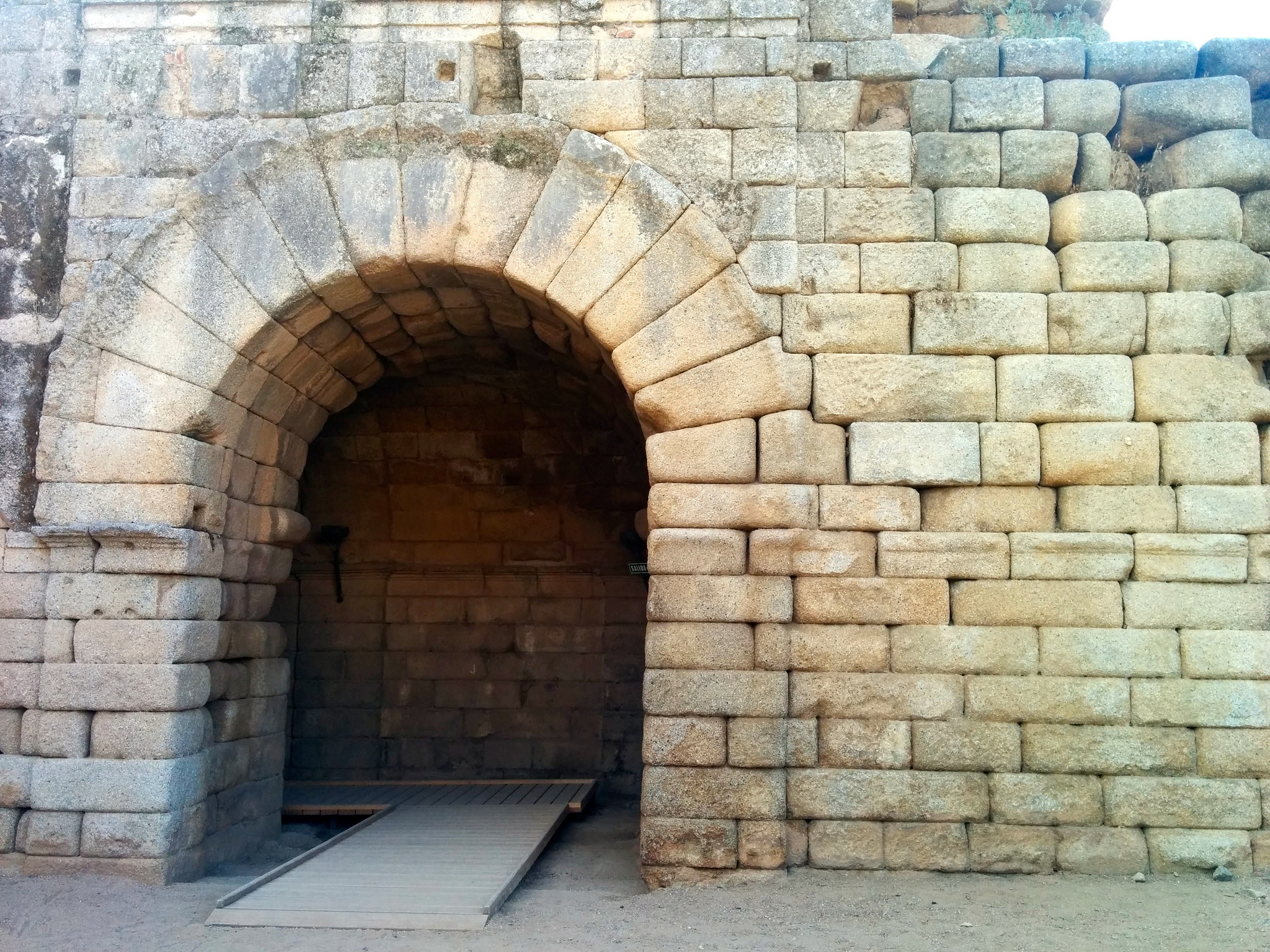
Porta d'entrada de les autoritats
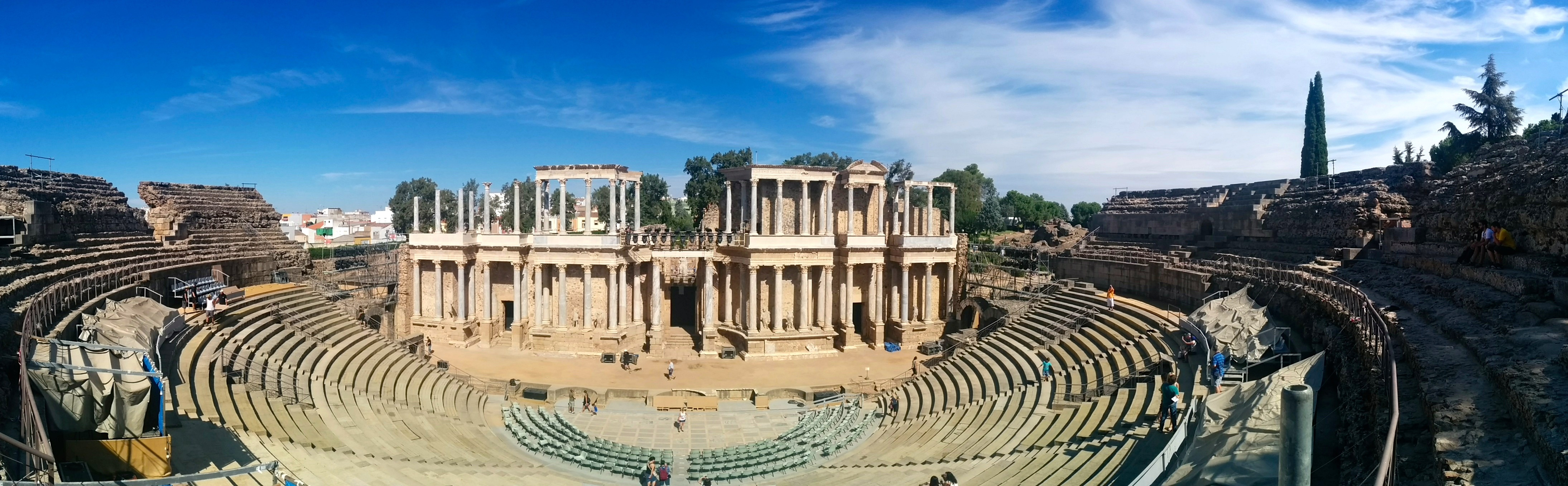
Vista panoràmica